# 太田薫
太田 薫（おおた かおる、1912年〈明治45年〉1月1日 - 1998年〈平成10年〉9月14日）は、昭和期の労働運動家。元日本労働組合総評議会議長、元宇部窒素（現・宇部興産→UBE）企画課長。春闘方式を定着させた人物。

## 生涯

### 企業エリートから労働エリートへの転進

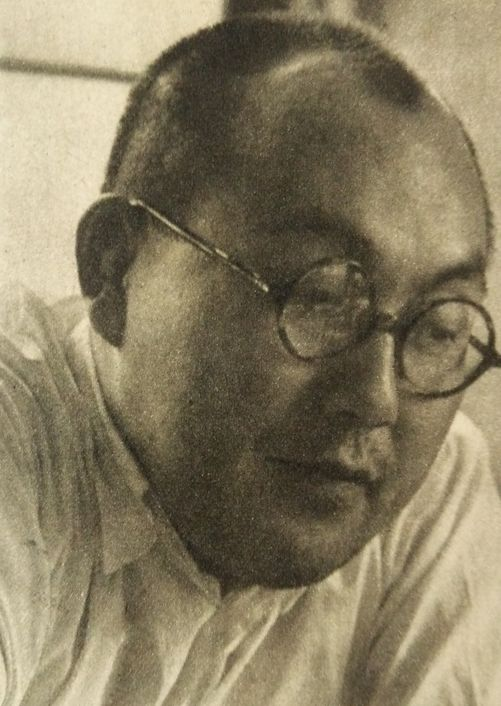
『アサヒグラフ』1954年7月21日号より

岡山県林田村（現・津山市）生まれ。旧制津山中学、旧制第六高校を経て大阪帝国大学工学部応用化学科卒業。1935年に大日本特許肥料（現・三菱レイヨン）に入社するも入社4年目に重役と喧嘩をし、宇部窒素（現・宇部興産）に移る。宇部窒素入社後は窒素工場硫酸課長を経て、同工場企画課長と順調に昇進を果たすが、経営陣より八幡製鐵所の親和会をモデルに従業員組合を組成するよう命じられ、1946年に同社の初代労働組合長に推されると、それまでのポストを捨て、企業エリートから労働エリートへと転身を果たした。1950年、合成化学産業労働組合連合（合化労連）を結成して総評に参加した。戦後の労働運動高揚期で勢力を増していた日本共産党の影響を排除し、日本社会党を中心とした労働運動の強化に力を注いだ。
1951年4月13日に社会主義協会が創設されると、同協会に参加した。

### 総評議長として
1955年、岩井章が総評事務局長に就任すると同時に総評副議長となり、「太田－岩井ライン」と呼ばれる指導権を確立した。
1958年7月、総評議長に就任。経済闘争に力点を置いた「春闘方式」を定着させ、日本経営者団体連盟専務理事であった前田一との毎年のように激論を繰り広げた。その一方、1960年の日米安保闘争や三井三池闘争なども指導し、自由民主党政権の親米主義・資本主義政策、および社会党・総評ブロックの強硬路線や階級闘争主義を批判して結成された民社党や全日本労働総同盟（同盟）と鋭く対決した。威勢の良い数々の発言は太田ラッパの愛称で親しまれ、社会党の青年組織社青同にも影響力を持った。一方、労資対立が激化した場面では内閣総理大臣とのトップ交渉で事態を収拾する事もあり、資本主義体制の中で労働組合や労働者の権利を確保するための交渉も行える柔軟性も見せた。
太田は1965年にソビエト連邦からレーニン平和賞を受賞したように、日本の左派・革新勢力の重要人物として目された。しかし、社会党内の抗争に巻き込まれ、時には主役になった太田は、万年野党化した社会党の政権奪取の可能性を更に遠のかせた。
1966年4月1日、東北肥料のオルグのため秋田市を訪れた際、記者会見を開き、突如として翌年の東京都知事選挙の意思を表明した。同年5月9日、今度は福岡県大牟田市で記者会見し、総評議長辞任の意向を表明。都知事選出馬については総評全体の支持を得られず、特に右派グループから反対を受けた。8月4日に行われた第31回大会で議長の座を退いた。そして1967年2月14日の合化労連大会で不出馬の意向を正式に表明した。
1967年6月26日から27日にかけて社会主義協会の第8回定期全国大会が開催。社会主義協会は規約改定問題をめぐり、向坂逸郎派と太田薫派に分裂した。

### 1979年東京都知事選挙
1978年2月16日、翌年執行予定の東京都知事選挙への出馬の意思を正式に表明した。同年7月に総評の支援が決定するが、太田と社会党委員長の飛鳥田一雄との関係は悪化の一途をたどった。総評と社会党が太田を統一候補に決めたのは1979年1月17日のことであった。同年4月の選挙に美濃部亮吉に続く社共共闘の候補者として立候補したが、無党派を標榜した元衆議院議員の麻生良方とのあいだで票が割れた。その結果、公明党と民社党が擁立して自民党があとから推薦した鈴木俊一が初当選し、革新都政の継承に失敗した。この際に太田は社会党を離党した。
社会主義協会太田派は、国鉄分割民営化の時の国労解体の過程で、右派が国労を脱退して 鉄産総連（後に JR連合）を結成するのを支持したため、太田は1987年5月1日付で太田派協会を脱退し、同年12月に社会主義労働運動研究会を結成した。また、総評が1987年に同盟など全日本民間労働組合協議会（全民労協）を結成し、労働運動の統一を図ると、太田は岩井や市川誠元総評議長らと共に「共産党系の統一労組懇（その後の全国労働組合総連合（全労連）やその影響力が強い官公労の排除は、労働運動の統一にはつながらず、大資本に屈服する労働運動の右翼再編でしかない」と批判を浴びせた。そしてこの3人は総評を離脱し、1983年に「労働運動研究センター」を結成した。
1989年11月21日に全民労協を母体にした日本労働組合総連合会（連合）が発足すると、同年12月9日には労働運動研究センターを母体にした全国労働組合連絡協議会（全労協）が結成され、社会党左派の支持を明確にした。しかし、全労協はかつての総評に比べて参加人数が大きく減り、太田の影響力も昔日の面影を失っていた。
1998年9月14日、死去。

## 発言
- 「君、ステーキ食ったことがあるか。労働者がステーキ食える世の中にしなきゃ」（昭和40年ごろ、国鉄労働組合員に）[12]

## 略歴
- 1935年 大阪帝国大学工学部応用化学科卒業
- 1935年 大日本特許肥料（現・三菱レイヨン） 入社
- 1939年 宇部窒素（現・宇部興産）入社
- 1945年 同社 窒素工場硫酸課長
- 1946年 同社 窒素工場企画課長
- 1946年 宇部窒素労働組合長
- 1949年 全国硫安工業労働組合連盟 会長
- 1950年 合成化学産業労働組合連合 中央執行委員長（1978年まで）
- 1955年 総評副議長
- 1958年 総評議長（1966年まで）
- 1966年 総評顧問（1987年9月解任まで）
- 1978年 合化労連顧問

※1947年から3年間は宇部市議会議員も務める。